# 少子叶下珠
少子叶下珠（学名：Phyllanthus oligospermus）为大戟科叶下珠属下的一个种。

## 扩展阅读
- 維基物種上的相關：少子叶下珠